# Цермуре (Арад)
Цермуре (рум. Țărmure) — село у повіті Арад в Румунії. Входить до складу комуни Хелмаджу.
Село розташоване на відстані 342 км на північний захід від Бухареста, 95 км на схід від Арада, 99 км на південний захід від Клуж-Напоки, 115 км на північний схід від Тімішоари.

## Населення
За даними перепису населення 2002 року у селі проживали 258 осіб, з них 257 осіб (99,6%) румунів. Рідною мовою 257 осіб (99,6%) назвали румунську.